# Bogdan Țîru
Bogdan Țîru (n. 15 martie 1994, România) este un fotbalist român, care joacă pe post de fundaș la FCV Farul în SuperLiga României. Pe plan internațional, are prezențe la națională pentru România Sub-17, România Sub-19, România Sub-21 și România.

## Cariera internațională
În noiembrie 2016 Țîru a primit prima convocare la naționala României pentru meciurile cu Polonia și Rusia, debutând cu Rusia pe 15 noiembrie 2016.

## Titluri

### Club
Viitorul Constanța
- Liga I: 2016–2017
- Cupa României: 2018-2019
- Supercupa României: 2019

## Legături externe
- Profilul lui Bogdan Țîru pe 90minut.pl
- Profilul lui Bogdan Țîru pe Soccerway
- Bogdan Țîru – pe site-ul UEFA